# Alan Schneider
Pour les articles homonymes, voir Schneider.
Alan Schneider, né le 12 décembre 1917 à Kharkov et mort le 3 mai 1984  à Londres, est un metteur en scène de théâtre américain d'origine russe. 
Il arrive avec sa famille aux États-Unis en 1923 où il met en scène des pièces de Bertolt Brecht. 
À partir de 1956, avec En attendant Godot, et jusqu'à sa mort, il sera le metteur en scène des premières américaines de Samuel Beckett. En 1964 il tourne avec celui-ci l'unique projet cinématographique de l'écrivain : Film (1965). 
Alan Schneider était par ailleurs professeur de théâtre.